# Tolnai Hella
Tolnai Hella (Kecskemét, 1988. augusztus 8. –) magyar színművésznő.

## Életpályája
A Kodály Zoltán Zenetagozatos Általános Iskola és Gimnáziumba járt. A középiskola után egy évet a Pesti Magyar Színiakadémián tanult, ahol osztályfőnöke Iglódi István volt (2007-2008). 2013-ban végzett a Kaposvári Egyetem színész szakán, Rusznyák Gábor osztályában. 2013-2016 között a kecskeméti Katona József Színház, 2016-2018 a Szegedi Nemzeti Színház tagja volt. 2018-tól a debreceni Csokonai Színház színésznője.

## Fontosabb színházi szerepei
- William Shakespeare : Hamlet  ( Laertes ,  Rosencrantz , Színész ) – 2019/2020
- Pass Andrea (Franz Kafka): Imágó   ( nővér) - 2019/2020
- Sarah Kane: Szétbombázva  ( Cate ) -  2019/2020
- Cervantes: Don Quijote  (Maritornes hercegnő) – 2018/2019
- Tracy Letts : Augusztus Oklahomában  (Ivy Weston ) - 2018/2019
- Menchell: Bonnie&Clyde  (Trish ) – 2018/2019
- Eisemann Mihály – Harsányi Zsolt – Zágon István: XIV. René (XIV. René) – 2017/2018
- Térey János – Papp András: Kazamaták (Pulizer, A Titkárnő) – 2017/2018
- Gábor Andor: Dollárpapa  (Kató) -   2016/2017
- Háy János: Utánképzés Ittas Vezetőknek (Réka, Marketinges) – 2016/2017
- Ödön von Horváth: Mesél a bécsi erdő (Mariann)  –  2016/2017
- Ben Jonson: Volpone (Colombina) 2016/2017
- Moliére: Tartuffe  (Marianne) 2015/2016
- Pass Andrea: Napraforgó (Julcsi, Nő A Turkálóban, Nő Az Idegosztályon, Julcsi, Nő A Turkálóban, Nő Az Idegosztályon) – 2015/2016
- Örkény István: Tóték (Ágika ) – 2015/2016
- James Rado – Gerome Ragni – Mcdermot: Hair (Szereplő) – 2014/2015
- Johann Nepomuk Nestroy: A Talizmán (Emma) – 2014/2015
- Georges Feydeau: Balfék (Clara, Szobalány) – 2014/2015
- Réczei Tamás: Színházi Vándorok (Szegfalvy Pici, Színmester) – 2014/2015
- Jules Verne: Cirkuszkocsival A Sarkvidéken (Kayette, Indián Lány) – 2014/2015
- Nemzeti Vegyesbolt (Dzsenifer) – 2013/2014
- Ivanyos Ambrus: Lángolj! (Lány) – 2012/2013
- Pierre Augustin Caron De Beaumarchais: Figaro Házassága (Dorita, Antonio Lánya) – 2012/2013
- A Dohány Utcai Seriff (Szereplő) – 2012/2013
- Makszim Gorkij: Éjjeli Menedékhely (Natasa, Vaszilisza Húga) – 2012/2013
- Bölcsődal (Szereplő) – 2012/2013
- Osztrovszkij: Vihar (Katyerina, Tyihon Felesége) – 2011/2012
- Lovasi András – Háy János: A Kéz (Emese) – 2011/2012
- Sofi Oksanen: Tisztogatás (Ingel)  – 2011/2012
- Szedett- Vedett Orfeum (Szereplő) – 2011/2012
- Intelligens szerviz (Szereplő) – 2010/2011
- Egy Carmen (Szereplő) – 2009/2010
- Goldoni: Chioggiai csetepaté (Szereplő)  2009/2010

## Filmes és televíziós szerepei
- Igazából apa (2010) – Recepciós lány
- Isztambul (2011) – Fanni, Zoli barátja
- Sohavégetnemérős (2016) – Juli
- Pappa Pia (2017) – Móni
- Oltári csajok (2017) – Andi
- A mi kis falunk (2019) – Ékszerbolti eladó
- Nofilter (2019) – Xénia
- A tanár (2021) – Ráhel
- Mintaapák (2021) – Vivien
- Apatigris (2023) – Klári
- Mellékhatás (2023) – Tábori Zsuzsanna